# FZ:OZ
 (juin 2023).
Albums de Frank Zappa
Everything Is Healing Nicely
(1999) Halloween
(2003)
FZ:OZ est un album posthume de Frank Zappa sorti le 16 août 2002 produit par Dweezil Zappa. Il s'agit d'un concert donné par Frank Zappa à Sydney le 20 janvier 1976 (excepté le titre Kaiser Rolls (Du Jour) qui a été enregistré durant les répétitions du 6 janvier 1976.

## Titres

### Disque 1
1. Hordern Intro (Incan Art Vamp) — 3 min 10 s
2. Stink-Foot — 6 min 35 s
3. The Poodle Lecture — 3 min 05 s
4. Dirty Love — 3 min 13 s
5. Filthy Habits — 6 min 18 s
6. How Could I Be Such A Fool — 3 min 27 s
7. I Ain't Got No Heart — 2 min 26 s
8. I'm Not Satisfied — 1 min 54 s
9. Black Napkins — 11 min 57 s
10. Advance Romance — 11 min 17 s
11. The Illinois Enema Bandit — 8 min 45 s
12. Wind Up Workin' In a Gas Station — 4 min 14 s
13. The Torture Never Stops — 7 min 12 s

### Disque 2
1. Canard Toujours — 3 min 22 s
2. Kaiser Rolls — 3 min 17 s
3. Find Her Finer — 3 min 48 s
4. Carolina Hard-Core Ecstasy — 6 min 12 s
5. Lonely Little Girl — 2 min 39 s
6. Take Your Clothes Off When You Dance — 2 min 02 s
7. What's The Ugliest Part Of Your Body — 1 min 07 s
8. Chunga's Revenge — 15 min 41 s
9. Zoot Allures — 12 min 50 s
10. Keep It Greasy — 4 min 40 s
11. Dinah-Moe Humm — 6 min 54 s
12. Camarillo Brillo — 3 min 58 s
13. Muffin Man — 3 min 41 s
14. Kaiser Rolls (du Jour) — 3 min 00 s

- Enregistré le 20 janvier 1976, Hordern Pavilion, Sydney

## Musiciens
- Frank Zappa - guitare, chant
- Napoleon Murphy Brock - saxophone ténor, chant
- André Lewis - claviers, voix
- Roy Estrada - basse, chant
- Terry Bozzio - batterie, chant
- Norman Gunston - harmonica (sur The Torture Never Stops)